# ラショナル統一プロセス
ラショナル統一プロセス (Rational Unified Process; RUP) とは、IBM社ラショナルブランドのオブジェクト指向型ソフトウェア開発プロセス、およびその製品のことを指す。RUPでは、以下の6つのベストプラクティスが定められている。
1. 反復型開発
2. 要求管理
3. コンポーネント・アーキテクチャーの使用
4. ビジュアル・モデリング
5. 品質の継続的検証
6. 変更管理